# PalaTupparello
Il PalaTupparello è il palazzetto dello sport più importante di Acireale.
Risulta il primo impianto sportivo coperto più grande della Sicilia, in quanto può contenere 8500 spettatori ed è utilizzato anche per ospitare spettacoli musicali e concerti, è situato a circa 1 km dal centro di Acireale. Il 3 maggio 1993 per il concerto di Vasco Rossi con tour "Gli Spari Sopra" per un problema di controllo ticket vennero a meno i sistemi di verifica ingressi che causarono un guinness dei primati con presenze di 12.000 spettatori circa a fronte di 8500 capienza max dichiarata sulla carta.
Il palazzetto viene chiuso al pubblico nel 2019 per motivi di riqualifica dell'ambiente interno, viene riaperto nel 2024 e intitolato a Franco Battiato.
Nel 2020 viene utilizzato come hub vaccinale per la pandemia di COVID-19.

## Concerti
La struttura ha ospitato nel corso degli anni i concerti di artisti come Zucchero Fornaciari, Emma Marrone, Ligabue, i Pooh, Alessandra Amoroso, Deep Purple, Jovanotti, Antonello Venditti, Claudio Baglioni, Renato Zero, Laura Pausini, Biagio Antonacci, Vasco Rossi, 50 Cent, Elisa, Giorgia, Ghali, Maluma, The Giornalisti, Caparezza, Calcutta, Negramaro, i Modà, Ultimo, Piero Pelù, The Prodigy e gli Iron Maiden.